# صراخ (أغنية)
صراخ (بالإنجليزية: Holler)‏  هي أغنية من إنتاج المغنية الأمريكية سبايس غرلز.